# Кук, Джордж (футболист)
Джордж Эдвин Кук (англ. George Edwin Cooke; 17 февраля 1883, Сент-Луис — 3 июня 1969, там же) — американский футболист, бронзовый призёр летних Олимпийских игр 1904.
На Играх 1904 в Сент-Луисе Кук выступал за вторую сборную США. Проиграв два матча и проведя один вничью, он занял третье место и получил бронзовую медаль.